# 宮田拓哉
宮田 拓哉（みやた たくや、1988年7月11日 - ）は、日本のラグビー選手。

## プロフィール
- 大阪府出身。
- ポジションはウィング(WTB)、フルバック(FB)。
- 身長 174cm、体重 83kg
- ニックネームはタク。

## 来歴
ラグビーを始めたきっかけは中学時代の顧問に誘われたことから。
2007年、東海大仰星高校卒業後、東海大学に入る。なお東海大仰星高校時代、高校日本代表に選ばれ、第30回高校東西対抗試合に西軍として出場した。
2011年、東海大学卒業後、クボタスピアーズに加入。なお東海大学時代の同級生にはリーチマイケル、三上正貴、森川海斗らがいる。
2012年9月8日に行われたトップイーストリーグ第1節の日野自動車レッドドルフィンズ戦に先発出場で公式戦初出場を果たした。
2017年、クボタスピアーズを退団した。